# Hainanniltava
De hainanniltava (Cyornis hainanus) is een zangvogel uit de familie Muscicapidae (vliegenvangers). De vogel werd in 1900 door William Robert Ogilvie-Grant geldig beschreven als Siphia hainana.

## Kenmerken
De vogel is 13 tot 14 cm lang. Het mannetje is van boven kobaltblauw gekleurd, ook de kop is donkerblauw, bijna zwart rond het oog en de keel en borst en flanken zijn blauw. De buik is vuilwit. Het vrouwtje is dof bruingrijs, van boven donker, van onder vaag oranje tot lichtgrijs.

## Verspreiding en leefgebied
Deze soort komt voor van Myanmar tot zuidelijk China en Thailand. De leefgebieden liggen in tropisch en subtropisch natuurlijk bos tot op 1100 meter boven zeeniveau. Het is geen bedreigde vogelsoort.